# 1465 Autonoma
1465 Autonoma eller 1938 FA är en asteroid i huvudbältet, som upptäcktes den 20 mars 1938 av den tyske astronomen Arno Arthur Wachmann i Bergedorf. Den har fått sitt namn efter Universidad Autonoma de El Salvador.
Asteroiden har en diameter på ungefär 18 kilometer.